# PVP (бронеавтомобиль)
Petit Véhicule Protégé (PVP) — легкая бронемашина.
Производится компанией Panhard General Defense.
Машина оснащается дизельным двигателем Iveco с рабочим объёмом 2,8 литра.
Масса бронемашины PVP равна 4750 килограммам. Корпус изготовлен с применением керамической брони. Максимальная скорость: до 120 километров в час. Бронемашина может оснащаться пулеметом калибра 7,62 миллиметра.

## Страны-операторы
- Франция  — первая партия машин была поставлена в 2008 году[1]. Всего до 2015 года планируют поставить 1500 машин[2][3].
- Того — в 2010 году закуплено 6 машин[4]
- Чили — 9 машин[3].
- Румыния — заказано 15 броневиков[3].